# التعاون مع روسيا أثناء الغزو الروسي لأوكرانيا
أثناء الغزو الروسي لأوكرانيا كان هناك تعاون عسكري وسياسي بين المواطنين والمسؤولين الأوكرانيين والجيش الروسي.

## التنظيم القانوني
بعد الغزو الروسي لأوكرانيا في 24 فبراير 2022 اعتمد البرلمان الأوكراني قانونين بشأن التعاون وقع عليهما لاحقا الرئيس الأوكراني فولوديمير زيلينسكي:
- أدخل مشروع القانون رقم 5143 إضافة إلى القانون الجنائي لأوكرانيا للمادة 111-1 "الخيانة". وفقا للتعديل تم إدخال المسؤولية عن محاولات تنظيم الانتخابات أو تنظيم السلطة في الأراضي التي تحتلها روسيا.
- ينص مشروع القانون رقم 5144 على تعديلات على القانون الجنائي وقانون الإجراءات الجنائية لأوكرانيا. وفقا للتغييرات تم تقديم مفهوم "التعاون". تم تقديم العقوبة على الإنكار العلني للعدوان الروسي المسلح ضد أوكرانيا ودعم تصرفات روسيا، والدعاية ونقل الموارد المادية.

تمت مناقشة قانون التعاون منذ بداية الحرب الروسية الأوكرانية في عام 2014 لكن السلطات الأوكرانية خشيت أن يقع عدد كبير جدا من سكان الأراضي المحتلة تحت طائلة هذا الإجراء. لملاحقة المتعاونين تم استخدام مواد تتعلق بالخيانة وتمويل الإرهاب وعرقلة الأنشطة المشروعة للقوات المسلحة الأوكرانية وما إلى ذلك. جعل القانون الجديد من الممكن فرض عقوبة على حقيقة التعاون مع المحتلين دون الحاجة إلى إثبات على سبيل المثال الإضرار بأمن الدولة (كما في حالة الخيانة).
1. الإنكار العلني لحقيقة العدوان المسلح على أوكرانيا واحتلال أراضيها وإنكار امتداد سيادة الدولة إلى الأراضي المحتلة.
2. الدعوة إلى دعم تصرفات الدولة المعتدية ودعم ودعوة التعاون مع تشكيلاتها المسلحة أو سلطات الاحتلال.
3. الاحتلال الطوعي لمناصب في إدارات الاحتلال وغيرها من السلطات غير القانونية والمشاركة في الانتخابات أو الاستفتاءات في الأراضي المحتلة (تصل إلى 10 سنوات في السجن)
4. الدعاية لصالح الدولة المعتدية في المؤسسات التعليمية والترويج لتطبيق المعايير التعليمية لمعايير الدولة المعتدية (تصل إلى 3 سنوات في السجن)
5. نقل الموارد المادية إلى الجيش الروسي والتعاون الاقتصادي الآخر (تصل إلى 5 سنوات في السجن)
6. تنظيم وإجراء الأحداث السياسية لدعم الاحتلال أو المشاركة فيها (تصل إلى 20 عاما في السجن)
7. الاحتلال الطوعي لمناصب في هيئات إنفاذ القانون أو الهيئات القضائية التي شكلتها سلطات الاحتلال والمشاركة في التشكيلات المسلحة أو شبه العسكرية غير القانونية أو تقديم المساعدة لها في العمليات القتالية ضد أوكرانيا (تصل إلى 15 عاما في السجن)
8. العمل كمسؤول في هيئات حكومية غير قانونية تسببت في وفاة أشخاص أو عواقب وخيمة أخرى (تصل إلى السجن مدى الحياة).

وفقا لجسم الجريمة تنص المادة 111-1 من القانون الجنائي على عقوبات متفاوتة الشدة. الحد الأدنى هو الحرمان من الحق في شغل مناصب معينة أو الانخراط في أنشطة معينة للأشخاص الذين يشغلون مناصب في هيئات حكومية غير قانونية لا تتعلق باتخاذ قرارات إدارية أو تنظيمية وكذلك لأولئك الذين تحدثوا لصالح روسيا في وسائل الإعلام والإنترنت. كإجراء عقابي إضافي قد يتم تطبيق مصادرة الممتلكات.
وأشارت السلطات الأوكرانية إلى أنها لن تضطهد الأشخاص الذين أجبروا على العمل في الأراضي المحتلة - موظفي المرافق العامة والأطباء وما إلى ذلك. في الوقت نفسه يخضع رجال الشرطة والقضاة الذين استمروا في العمل بعد الاحتلال بشكل لا لبس فيه للقانون.

## السلطات
لاحظ صحفيو ميدوزا أن السلطات الروسية كانت تتصرف على الأرجح على أساس مفاهيم عام 2014 عندما سمحت المواجهة السياسية في أوكرانيا لها بالفوز على النخب في بعض المناطق وأعضاء حزب المناطق التابع لفيكتور يانوكوفيتش وبعض الحركات الشعبية.
ومع ذلك بعد بدء الغزو في فبراير 2022 تطور الوضع المعاكس: توحد المجتمع والقوى السياسية حول سيادة أوكرانيا. في الأراضي المحتلة رفض العديد من السياسيين الذين تحدثوا سابقا من مواقف موالية لروسيا التعاون مع الجيش الروسي وتم تشكيل إدارات الاحتلال من بين السياسيين غير المهمين والمسؤولين الصغار والأشخاص العشوائيين.
في فبراير ويونيو 2022 أضافت حركة تشيسنو 47 سياسيا متعاونا إلى قائمتها: 12 في منطقة دونيتسك و10 في منطقة خاركوف و9 في منطقة خيرسون و8 في منطقة زابوريزهيا و3 في كل من منطقتي لوغانسك وسومي و2 في منطقة ميكولايف. من حيث الانتماء الحزبي كان معظم المتعاونين أعضاء في منصة المعارضة الموالية لروسيا - مدى الحياة (19 من أصل 34 عضوا في الأحزاب السياسية).
بعد الغزو بدأت روسيا في تنظيم إدارات عسكرية مدنية في الأراضي المحتلة على الرغم من حقيقة أن الرئيس الروسي فلاديمير بوتن صرح بأن خطط روسيا لا تشمل احتلال الأراضي الأوكرانية.

### خيرسون
أصبح فلاديمير سالدو عمدة خيرسون بين عامي 2002 و2012 ومؤيد القمع ضد المعارضة في عام 2014 رئيسا لإدارة الاحتلال في منطقة خيرسون. في الانتخابات المحلية في عام 2020 خسر سالدو أمام إيغور كوليخاييف وحصل حزبه على 7% فقط من الأصوات في المجلس الإقليمي و11% في المجلس الإقليمي. بعد الاحتلال في مارس 2022 أصبح سالدو أحد مؤسسي "لجنة الخلاص من أجل السلام والنظام" المتعاونة وبعد شهر استولى الجيش الروسي على مجلس مدينة خيرسون وعين سالدو رئيسا لإدارة الاحتلال.
ترأس إدارة مدينة خيرسون أوليكساندر كوبيتس الذي وصفته وسائل الإعلام الأوكرانية بأنه السائق السابق لرئيس البلدية المنتخب قانونيا كوليخاييف. ومن بين الأعضاء الآخرين في لجنة الخلاص كيريل ستريموسوف وهو مدون يميني متطرف موال لروسيا ومناهض للتطعيم والذي فاز بنسبة 1.3% من الأصوات في انتخابات بلدية خيرسون عام 2020. وارتبط أعضاء آخرون في اللجنة بحركة الأوليغارشية وعراب فلاديمير بوتن فيكتور ميدفيدتشوك والحزب الشيوعي الأوكراني المحظور والعديد من المنظمات الموالية لروسيا وكان لديهم مشاكل مع الأجهزة الخاصة الأوكرانية.
في كاخوفكا استولى الجيش الروسي على مجلس المدينة في 1 أبريل وعين بافيل فيليبشوك النائب السابق لمجلس منطقة خيرسون من منصة المعارضة الموالية لروسيا - من أجل الحياة! رئيسا لإدارة احتلال المدينة الذي كان جزءا من فريق رئيس المجلس الإقليمي فلاديسلاف مانجر المشتبه في تورطه في مقتل ناشطة خيرسون كاترينا هاندزيوك. بعد سلسلة من المحاولات الفاشلة لانتخابه عمدة لكاخوفكا انتقل فيليبشوك إلى سوتشي وعاد بعد فترة وجيزة من بدء الغزو. تم تعيين أوليج بوخوفيتس النائب السابق لمجلس المنطقة من حزب المناطق رئيسا لشرطة المدينة. لاحظت قيادة المجتمع أن موظفي اللجنة التنفيذية للمدينة رفضوا التعاون مع المعينين الروس.
في 12 مارس في هينيتشيسك أطاح الجيش الروسي بالعمدة المنتخب قانونيا وعين جينادي سيفاك من كرامسك رئيسا لإدارة الاحتلال. أصبح أندريه كلوشكو نائب مجلس المنطقة من حزب منصة المعارضة من أجل الحياة والناشط السابق في منظمة الاختيار الأوكرانية لفيكتور ميدفيدتشوك رئيسا للمدينة. تم تعيين أندريه كلوشكو عضو مجلس منطقة هينيتشيسك "عمدة بالإنابة" في هينيتشيسك. من بين 15 من رؤساء منطقة هينيتشيسك ذهب 5 فقط للتعاون مع الجيش الروسي. كانت نوفا كاخوفكا تحت الإدارة الروسية برئاسة رجل الأعمال الصغير فلاديمير ليونتييف وكانت سكادوفسك برئاسة المواطن الروسي سيرجي شفايكو الذي عمل سابقا كبناء.
ذكرت صحيفة واشنطن بوست أن السلطات الأوكرانية بعد الاستيلاء على خيرسون واجهت مشاكل تتعلق بالموقف المتناقض أو حتى التعاطف تجاه روسيا بين العديد من السكان: بعضهم فر من المدينة عندما تراجعت القوات الروسية مما قلل من الموارد البشرية لإعادة بناء المدينة بينما بقي الجزء الآخر ووفقا لصحيفة واشنطن بوست من غير المعروف ما يجب فعله بهم. وبالتالي وفقا للصحيفة حصل بعض السكان المحليين على جوازات سفر روسية من أجل الحصول على مزايا بينما حصل آخرون على مكملات أجور روسية للموافقة على الاستمرار في العمل. أدى هذا الوضع إلى توترات وصراعات اجتماعية.

### ميكولايف
في مايو 2022 احتجز جهاز الأمن الأوكراني رئيس مكتب المدعي العام لمنطقة ميكولايف لتسليمه إلى مدون روسي لم يذكر اسمه وكان من معجبيه بيانات عن العسكريين الروس الأسرى والضحايا العسكريين والمدنيين وكلمات المرور للتنقل في المنطقة.

### زابوريزهزيا

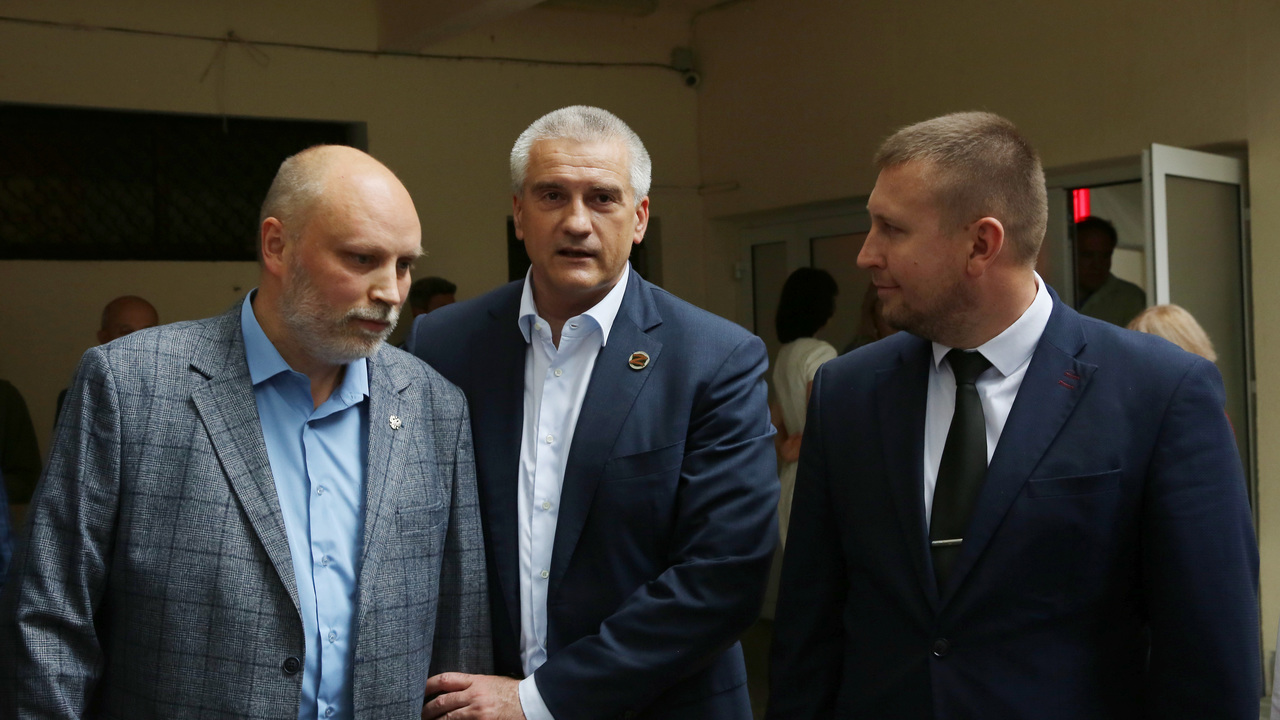
فلاديمير روجوف رئيس شبه جزيرة القرم الروسي سيرجي أكسيونوف ودينيس ميروشنيشينكو من جمهورية لوغانسك الشعبية.

وفقًا لتقديرات ميدوزا تم احتلال المناصب الرئيسية في إدارات الاحتلال في منطقة زابوريزهزيا من قبل أشخاص غير معروفين حتى للسكان المحليين. لذلك في مارس 2022 (في ظل السلطات الأوكرانية الحالية) أعلن فلاديمير روجوف الناشط الراديكالي الموالي لروسيا والحليف السابق لأوليج تساريف الذي انتهى به المطاف في روسيا كجزء من تبادل الأسرى في عام 2014 نفسه عمدة ميليتوبول.
بعد اختطاف العمدة المنتخب قانونيا إيفان فيدوروف من قبل الجيش الروسي في ميليتوبول تم تعيين جالينا دانيلتشينكو القائمة بأعماله - نائبة في مجلس المدينة من "حزب المناطق" الموالي لروسيا ثم "كتلة المعارضة". كما أصبحت أول موظفة مدنية تُتهم رسميا بالتعاون مع العدو.
ثم شكل الجيش الروسي الحكومة في المدينة تحت قيادة نائب الشعب السابق يفغيني باليتسكي وأعضاء مجلس مدينة ميليتوبول أوليكساندر فالك وهالينا دانيلتشينكو (التي ترأست رسميا "لجنة المسؤولين المنتخبين من قبل الشعب" في المدينة). في إينرهودار تم إنشاء هيئة حكومية موازية "المجلس العام للتنظيم الذاتي للمدينة" تحت قيادة عضو مجلس المدينة أندريه شيفتشيك. في بيرديانسك تولى ممثل حزب اتحاد القوى اليسارية أوليكساندر سولينكو "المهام المؤقتة لرئيس البلدية" وأعلن نفسه "رئيس بلدية الشعب" لبيرديانسك. تم رفع قضية جنائية ضد فولوديمير رايكون رئيس مجتمع ميخايلو في منطقة زابوريزهيا الذي صرح بأنه ذهب إلى المفاوضات مع الجيش الروسي.
في سبتمبر 2022 تم تشكيل كتيبة بافيل سودوبلاتوف. تتكون الكتيبة من الأوكرانيين الموالين لروسيا والمتطوعين الأجانب. وهي متحالفة مع السلطات التي نصبتها روسيا في منطقة زابوريزهيا المحتلة ويقودها يفغيني باليتسكي ابنه عضو في الكتيبة. اعتبارا من يناير 2023 تتكون الكتيبة من أكثر من 600 جندي.

### خاركيف
انحاز رئيس بلدية كوبيانسك منطقة خاركيف، هينادي ماتسيجورا إلى جانب الاتحاد الروسي. ووافق رئيس بالاكليا إيفان ستولبوفي على التعاون مع السلطات الروسية. في 28 فبراير 2022 تم اعتقال أوليكساندر بريوخانوف رئيس بلدية بيفدين للاشتباه في الخيانة. أفاد رئيس بلدية إيزيوم فاليري مارشينكو أن نائبين من مجلس المدينة والعمدة السابق انضموا إلى جانب المحتلين. ووفقا لأحد مسؤولي مجلس مدينة إيزيوم ساعد أناتولي فوميتشيفسكي الجيش الروسي على دخول المدينة عبر طريق غير محمي.

### لوغانسك
في منطقة لوغانسك حظي الجيش الروسي بدعم من رئيس بلدية ستانيتسيا لوغانسكا ألبرت زينتشينكو ورئيس بلدية روبيزني سيرهي خورتيف ورئيس مجتمع ماركوف إيغور دزيوبا ورئيس قرية ميلوفوي أوليج سافتشينكو ورئيسة مجلس منطقة سفاتوفسكي ليودميلا روسانوفا.

### دونيتسك
في ماريوبول بمنطقة دونيتسك التي كانت خاضعة جزئيا لسيطرة الجيش الروسي وافق 10 من أعضاء مجلس مدينة ماريوبول وعضو واحد في مجلس مدينة ليمان ونائب مجلس المدينة من حزب "منصة المعارضة - من أجل الحياة" كوستيانتين إيفاشينكو إلى جانب تسعة ممثلين عن الحزب على التعاون. كما وافق عمدة سفياتوهيرسك فولوديمير باندورا على التعاون مع الجيش الروسي خلال هذا الوقت. في فولنوفاخا خلال الأشهر الأولى من الاحتلال استبدل الجيش الروسي 4 من قادة المدينة وفي مايو 2022 شغل هذا المنصب مسؤول أمني سابق ورجل أعمال وعضو برلمان من منصة المعارضة من أجل الحياة، آرثر أنتسيفيروف.

## النطاق
أُحيلت أول قضية تعاون إلى المحكمة في 30 مارس 2022 حيث نشر أحد سكان كراماتورسك مقطع فيديو على تيك توك نفى فيه حقيقة الغزو الروسي ودعا إلى دعم تصرفات الدولة المعتدية. وبحلول منتصف أكتوبر فتحت وكالات إنفاذ القانون الأوكرانية أكثر من 2000 قضية وأصدرت المحاكم 116 حكما. تتعلق معظم الحالات الواردة في السجل الرسمي بإنكار العدوان الروسي وجزء آخر يتعلق بتعاون المسؤولين مع المحتلين وقليل منها يتعلق بالمساعدة النشطة للجيش الروسي (على سبيل المثال نقل المعلومات حول مواقع القوات المسلحة الأوكرانية).
في الغالبية العظمى من الحالات أقر المتهمون بالذنب وتلقوا عقوبة ضئيلة - أحكام مع وقف التنفيذ وحظر تولي المناصب الاختيارية وأنواع معينة من الأنشطة. وأشار ممثلو المجتمع القانوني إلى أن مثل هذه العقوبة لأخف أشكال التعاون كانت على ما يبدو بمثابة نوع من التطهير لاستبعاد المتعاونين من السياسة والحكومة المحلية في المستقبل.
في 16 مارس 2022 "أطلقت" الحركة قاعدة بيانات الخونة لأوكرانيا "خونة ديرز". وحتى 4 أبريل 2022 كانت تحتوي على 70 اسما. وفي 19 مارس 2022 أفاد المكتب الوطني لمكافحة الفساد في أوكرانيا أنه لديه بيانات عن 245 شخصا قد يساعدون روسيا. وحتى 26 مارس 2022 فتح مكتب التحقيقات الحكومي حوالي 200 قضية للتعاون.
في 3 أبريل 2022 أعلنت المدعية العامة لأوكرانيا إيرينا فينيديكتوفا أن 99 شخصا كانوا رهن الاحتجاز للاشتباه في الخيانة و4 أشخاص للاشتباه في التعاون. في 7 أبريل 2022 قال سكرتير مجلس الأمن القومي والدفاع أوليكسي دانيلوف إنه نيابة عن الرئيس زيلينسكي كان العمل جاريا على سجل المتعاونين والذي سيتم نشره قريبا. تم إدراج الخونة الأوائل في السجل في 12 أبريل.

### سلطات الدولة
تم دعم الغزو من قبل نائب الشعب من حزب منصة المعارضة - مدى الحياة الموالي لروسيا المحظور بالفعل إيليا كيفا الذي دعا إلى "تحرير أوكرانيا من الاحتلال الغربي". غادر عدد من أعضاء البرلمان من أوكرانيا بمن فيهم أي شخص تابع لرجل الأعمال وصديق فلاديمير بوتن المقرب فيكتور ميدفيدتشوك حتى قبل بدء الغزو: وهم أوليج فولوشين وفاديم رابينوفيتش وناتاليا كوروليفسكا وإيجور سوركيس. انتقل البعض مثل إيليا كيفا إلى روسيا. تم القبض على ميدفيدتشوك نفسه الذي هرب من الإقامة الجبرية والتي كانت إجراء تقييديا بتهمة الخيانة ومحاولة نهب الموارد الوطنية في شبه جزيرة القرم التي ضمتها أوكرانيا في 12 أبريل 2022 أثناء محاولته مغادرة أوكرانيا. في 6 مارس 2022 أعلنت المدعية العامة لأوكرانيا إيرينا فينيديكتوفا عن شكوكها في كيفا. في 15 مارس 2022 صوت 335 نائبا لصالح طرده. وهو مطلوب حاليا بتهمة الخيانة.
في يوليو 2022 أقال زيلينسكي رؤساء وكالتين رئيسيتين - المدعية العامة إيرينا فينيديكتوفا ورئيس جهاز الأمن الأوكراني إيفان باكانوف. وكان السبب هو العدد الكبير من المتعاونين في كلتا الوكالتين بما في ذلك كبار المسؤولين الأمنيين مثل كولينيتش أو أندريه نوموف الرئيس السابق لرئيس الأمن الداخلي الذي فر عشية الغزو وتم احتجازه قريبا في صربيا بتهمة غسيل الأموال. في التعديلات التي تلت ذلك استبدل زيلينسكي رؤساء جهاز الأمن الأوكراني في مناطق جيتومير وخاركوف وسومي وبولتافا وزاكارباتيا ودنيبروبيتروفسك.
في 15 سبتمبر 2023 اتهم جهاز الأمن الأوكراني النائب السابق نيستور شوفريتش بالخيانة والتعاون مع المخابرات الروسية.

### وكالة الأمن
لاحظت صحيفة واشنطن بوست أن وحدة جهاز الأمن الفيدرالي في أوكرانيا بدأت في التوسع في عام 2019 وكانت تجند بنشاط المؤيدين (سواء من الأيديولوجيين أو أولئك الذين يعملون مقابل المال) في الأجهزة الأمنية. كان يُعتقد أن الفساد والتسلل العميق للعملاء الروس في جهاز الأمن الأوكراني من شأنه أن يقوض قدرة أوكرانيا على مقاومة الغزو. امتثل بعضهم للاتفاقيات: على سبيل المثال سلم رئيس جهاز الأمن الأوكراني في شبه جزيرة القرم أوليج كولينيتش ملفات جهاز الأمن الأوكراني الداخلية إلى روسيا لمدة عامين وفي الليلة التي سبقت الغزو منع توزيع المعلومات الاستخباراتية التي تفيد بأن الهجوم على منطقة خيرسون من شبه جزيرة القرم سيبدأ في غضون ساعات قليلة.
ومع ذلك بعد 24 فبراير رفض العديد من المنفذين المجندين تنفيذ مهام جهاز الأمن الفيدرالي. وعلاوة على ذلك عندما بدأ الغزو بدأت أجهزة الأمن الأوكرانية في العمل بكفاءة أكبر بكثير - من بين أمور أخرى ساهم المثال الشخصي لفولوديمير زيلينسكي الذي بقي في العاصمة حيث كان القتال يدور في ذلك. خلال عمليات التطهير واسعة النطاق في فبراير وأغسطس 2022 تم اعتقال أكثر من 800 ضابط من وكالات إنفاذ القانون حتى الجنرالات في أكثر من 650 حالة خيانة (أبلغ سكرتير مجلس الأمن القومي والدفاع أوليكسي دانيلوف عن المؤامرة التي تم الكشف عنها في أبريل).

### السكان المدنيون
وفقا لرئيس بلدية ميليتوبول إيفان فيدوروف يزود بعض مديري المباني السكنية الجيش الروسي بقوائم الشقق الفارغة.
مباشرة بعد الاستيلاء على قرية ديمر في منطقة كييف تولى أحد السكان المحليين أوليكساندر خارتشينكو رئاسة إدارة التعاون. بعد انسحاب القوات الروسية من منطقة كييف كتب أوليج تساريف ما يلي: "لقد أمضيت أكثر من شهر بشكل رئيسي في المستوطنات التابعة لمراكز المقاطعات بالقرب من كييف وبوروديانكا وإيفانكيف. والآن غادر الجيش الروسي هذه المستوطنات. وآمل أن يكون كل أولئك الذين بدأوا في التعاون معنا من السكان المحليين قد تمكنوا من مغادرة أوكرانيا".
في ديسمبر 2022 زعم أحد رجال المدفعية الأوكرانيين أن "80 بالمائة" من السكان المدنيين المتبقين في باخموت الذين يعيشون في الأقبية ويحصلون على الطعام من شاحنات البقالة المتنقلة التي تدخل المدينة بشكل دوري كانوا موالين لروسيا.

### تنظيم الكنيسة
في 1 ديسمبر 2022 قال زيلينسكي إن الحكومة تستعد لمشروع قانون يحظر على المنظمات الدينية المرتبطة بمراكز النفوذ في الاتحاد الروسي العمل في أوكرانيا. وينطبق هذا بشكل خاص على الكنيسة الأرثوذكسية الأوكرانية التابعة لبطريركية موسكو والتي تعتبر تابعة للكنيسة الأرثوذكسية الروسية. وفي وقت سابق أفاد جهاز الأمن الأوكراني أنه أثناء البحث في دير تابع لبطريركية موسكو في منطقة زاكارباتيا عثر على كمية كبيرة من المواد التي تعتبر دعاية. ووفقا لصحيفة كييف إندبندنت قام جهاز الأمن الأوكراني بتفتيش العديد من الكنائس التابعة للكنيسة الأرثوذكسية الأوكرانية خلال الأسبوع الماضي. وجاء تصريح زيلينسكي أثناء مخاطبته الذكرى الحادية والثلاثين لتصويت أوكرانيا على الاستقلال عن الاتحاد السوفيتي.

## محاولات اغتيال ووفيات المتعاونين

### قبل فبراير 2022
في 1 يناير 2015 في لوتوخين تم حرق موكب أوليكساندر بيدنوف الذي شغل منصب وزير الدفاع في "جمهورية لوتوخين الشعبية" في أغسطس 2014 وتم تعيينه لاحقا رئيسا لأركان اللواء الرابع للبنادق الآلية، بقاذفات اللهب.
في 23 يناير 2015 قُتل يفهين إيشينكو الذي كان "عمدة" مدينة بيرفومايسك المحتلة على يد أشخاص مجهولين أثناء قصف سيارته على طريق بيرفومايسك-ليسيتشانسك السريع. قُتل معه ثلاثة متطوعين آخرين من روسيا.
في 15 أبريل 2015 توفي أوليج كلاشنيكوف عضو البرلمان السابق عن حزب المناطق متأثرا بطلق ناري عند باب شقته في شارع برافدي رقم 31 بين الساعة 19 و19.20 مساء. وكان متورطا في تنظيم حركة مناهضة الميدان وضرب المتظاهرين السلميين أثناء ثورة الكرامة.
في 12 ديسمبر 2015 تم تفجير بافيل دريموف "زعيم" وحدة القوزاق الدون بمتفجرات زرعت في السيارة أثناء توجهه للاحتفال بزفافه في سيارة مسروقة من رجل أعمال محلي.
في سبتمبر 2016 اعتقلت سلطات الاحتلال جينادي تسيبكالوف رئيس "مجلس وزراء جمهورية لوغانسك الشعبية" في قضية محاولة انقلاب. وبعد أيام قليلة من اعتقاله عُثر على تسيبكالوف مشنوقا في الزنزانة التي كان محتجزا بها. ووفقا للرواية الرسمية لمكتب المدعي العام لجمهورية لوغانسك الشعبية انتحر تسيبكالوف وأن السبب في ذلك قد يكون أنه "أدرك عمق أفعاله الإجرامية".
في 4 فبراير 2017 قُتل أوليج أناشينكو رئيس قسم ما يسمى "ميليشيا الشعب في جمهورية لوغانسك الشعبية" في لوغانسك نتيجة تفجير سيارة مفخخة في وسط المدينة.
في 19 يناير 2018 قُتل فالنتين دوروشينكو وهو مشارك نشط في ما يسمى "الربيع الروسي" لعام 2014 في أوديسا وزعيم "حزب ستالين" على يد ضباط الشرطة في تبادل لإطلاق النار في شارع نوفوسيلسكي. كان معروفا في جميع أنحاء المدينة بتحديه عمدة المدينة آنذاك إدوارد هورفيتس في مبارزة في صيف عام 2009.
في 31 أغسطس 2018 أدى انفجار قنبلة في مقهى سيبار في دونيتسك إلى مقتل رئيس وزراء جمهورية دونيتسك الشعبية المعلنة ذاتيا ألكسندر زاخارتشينكو.
في 24 أكتوبر 2020 توفي المقدم أوليكسي ماركوف (علامة النداء "دوبري") قائد لواء بريزراك في حادث في لوغانسك.

### بعد فبراير 2022
أصبح المسؤولون المتعاونون وضباط إنفاذ القانون هدفا أولويا للعصابات المسلحة العاملة على اتصال بأجهزة الأمن الأوكرانية. والغرض الرئيسي من مثل هذه العمليات ليس القتل بل التحذير من عواقب التعاون مع الجيش الروسي.
قُتل نائب الشعب الأوكراني السابق إيليا كيفا بالرصاص في قرية سوبونيفو إلى الغرب من موسكو في 6 ديسمبر 2023. ادعت العديد من وسائل الإعلام الأوكرانية نقلا عن مصادر لم تسمها أن كيفا كان مستهدفا من قبل جهاز الأمن الأوكراني.

#### منطقة كييف
| الاسم                 | الدور | التاريخ      | الحدث |
| --------------------- | --- | ------------ | --- |
| دينيس كيريف (†)       | عضو وفد المفاوضات ووكيل المخابرات في المديرية الرئيسية للمخابرات الذي حذر أولاً من هجوم وشيك على مطار أنتونوف، قبل ساعات من الغزو | 5 مارس 2022  | أصيب برصاصة في مؤخرة الرأس من قبل جهاز الأمن الأوكراني أثناء محاولته الهروب من الاحتجاز. وأكدت مديرية الاستخبارات التابعة لوزارة الدفاع الأوكرانية في وقت لاحق وفاة كيرييف في منشور على فيسبوك، لكنها أكدت أنه كان عميلاً للمخابرات لأوكرانيا وتوفي أثناء أداء واجبه في "مهمة خاصة". |
| دميترو ديميانينكو (†) | نائب رئيس جهاز الأمن الأوكراني السابق في منطقة كييف والمتهم بأنه عضو في مجموعة التخريب والاستطلاع الروسية                        | 11 مارس 2022 | توفي في تبادل إطلاق نار عرضي داخل سيارة في كييف. |

#### منطقة خيرسون
| الاسم                  | الدور | التاريخ        | الحدث                                                             |
| ---------------------- | --- | -------------- | ----------------------------------------------------------------- |
| بافيل سلوبودتشيكوف (†) | مساعد رئيس إدارة الاحتلال في منطقة خيرسون فولوديمير سالدو.                                                                                             | 20 مارس 2022   | تعرض لإطلاق نار داخل سيارة بالقرب من منزله في خيرسون              |
| فاليري كوليشوف (†)     | المدون ومساعد نائب رئيس إدارة الاحتلال كيريل ستريموسوف.                                                                                                | 20 أبريل 2022  | إطلاق نار داخل سيارة في خيرسون                                    |
| يفغيني سوبوليف         | رئيس مصلحة السجون الإقليمية تحت إدارة الاحتلال. | 18 يونيو 2022  | جرحى في انفجار قنبلة في خيرسون                                    |
| يوري توروليف           | رئيس إدارة احتلال تشيرنوبايفكا. | 22 يونيو 2022  | إصابة شخص في انفجار قنبلة في تشيرنوبايفكا                         |
| ديمتري سافلوشينكو (†)  | رئيس قسم الأسرة والشباب والرياضة في الإدارة المهنية لمنطقة خيرسون.                                                                                     | 24 يونيو 2022  | قتل في انفجار سيارة مفخخة في خيرسون                               |
| سيرغي تومكو            | نائب رئيس شرطة نوفا كاخوفكا. | 7 يوليو 2022   | إطلاق نار داخل سيارة في نوفا كاخوفكا                              |
| فولوديمير سالدو        | رئيس إدارة الاحتلال في منطقة خيرسون. | 3 أغسطس 2022   | مسموم، تم نقله إلى المستشفى في معهد أبحاث طب الطوارئ سكليفوسوفسكي |
| فيتالي جورو            | نائب رئيس الهيئة الإدارية المركزية وإدارة الاحتلال في نوفا كاخوفكا.                                                                                    | 6 أغسطس 2022   | تم إطلاق النار عليه في منزله                                      |
| ايغور تيليجين          | رئيس قسم السياسة الداخلية في إدارة الاحتلال. | 22 أغسطس 2022  | إصابة شخص في انفجار سيارة في خيرسون                               |
| أوليكسي كوفاليف (†)    | نائب رئيس إدارة المهن الزراعية. | 29 أغسطس 2022  | أصيب برصاصة في رأسه في منزله في هولا بريستان                      |
| تمارا توميلينا         | رئيس جامعة خيرسون الحكومية المعين من قبل السلطات المحتلة.                                                                                              | 12 سبتمبر 2022 | أصيبت في انفجار بمنزلها في خيرسون                                 |
| أندريه شيفتشيك         | نائب رئيس قرية بيلوزركا. | 12 أكتوبر 2022 | مصاب في انفجار                                                    |
| كيريل ستريموسوف (†)    | سياسي ومدون شغل منصب نائب رئيس إدارة احتلال خيرسون. | 9 نوفمبر 2022  | توفي في حادث سيارة بالقرب من هينيتشيسك                            |
| فيتالي بوليوك          | نائب في المجلس الإقليمي من حزب "أرضنا" قبل الحرب تم تعيينه نائبا لرئيس منطقة خيرسون للشؤون الاقتصادية والمالية والميزانية والزراعة والإيرادات والرسوم. | 12 ديسمبر 2022 | مصاب في انفجار سيارة                                              |
| أندريه شتيبا (†)       | مرشح سابق لمجلس القرية من حزب "الجمعية الأوكرانية للوطنيين" تم تعيينه "رئيسا لمجتمع لويبييمفكا".                                                       | 22 ديسمبر 2022 | قتل في تفجير سيارة بالقرب من نصب تذكاري سوفيتي في كاخوفكا.        |

أصيب العديد من المسؤولين المتعاونين من خيرسون نتيجة لهجمات مستهدفة من قبل صواريخ هيمارس: أصيب رئيس إدارة العمل عندما تم قصف مبنى الإدارة الإقليمية في 16 سبتمبر والنائب السابق للبرلمان الأوكراني من "حزب المناطق" أوليكسي جورافكو - أثناء قصف مبنى الفندق والنائب الأول لرئيس إدارة الاحتلال الإقليمية للأمن - نتيجة لإصابة دقيقة لمنزله.

#### منطقة زابوريزهيا
| الاسم                   | الدور | التاريخ            | الحدث |
| ----------------------- | --- | ------------------ | --- |
| تاراس هوردينكو          | ملازم في ميليشيا الشعب في جمهورية دونيتسك الشعبية وقائد فصيلة الاستطلاع الأولى.                                            | 5 مارس 2022        | استشهد أثناء الهجوم على ماريوبول.                                                                              |
| أندريه شيفشيك           | نائب سابق من الحزب الموالي لروسيا نصب نفسه رئيسا لبلدية إينرهودار                                                          | 22 مايو 2022       | أصيب في انفجار عند مدخل منزله في إينرهودار                                                                     |
| أندريه سيجوتا           | رئيس إدارة الاحتلال في منطقة ميليتوبول                                                                                     | 11 يوليو 2022      | تعرض لإطلاق نار في منزله في ميليتوبول ولم يصب بأذى                                                             |
| أوليغ شوستاك            | المسؤول عن السياسة الإعلامية في إدارة الاحتلال، رئيس المقر الانتخابي لحزب روسيا الموحدة                                    | 12 أغسطس 2022      | أصيب في مؤخرته نتيجة الانفجار                                                                                  |
| إيفان سوشكو (†)         | رئيس إدارة احتلال قرية ميخائيلوفكا                                                                                         | 24 أغسطس 2022      | أصيب في انفجار سيارة مفخخة وتوفى في المستشفى                                                                   |
| أولكسندر كوليسنيكوف (†) | نائب رئيس شرطة المرور في إدارة الاحتلال في بيرديانسك                                                                       | 26 أغسطس 2022      | أصيب في انفجار بالقرب من سيارته، وتوفي متأثراً بجراحه التي أصيب بها جراء الشظايا في المستشفى                    |
| ارتيم باردين (†)        | قائد مدينة بيرديانسك المحتلة من قبل روسيا                                                                                  | 6 سبتمبر 2022      | فقد ساقيه في انفجار سيارته بالقرب من مبنى إدارة مدينة بيرديانسك على يد جيش بيرديانسك الحزبي، وتوفي في المستشفى |
| أوليج بويكو (†)         | نائب رئيس الإدارة المهنية لمدينة بيرديانسك للإسكان والخدمات المجتمعية                                                      | 16 سبتمبر 2022     | قُتل بالقرب من مرآبه في بيرديانسك                                                                               |
| لودميلا بويكو (†)       | رئيس لجنة الانتخابات الإقليمية لإجراء استفتاء حول انضمام منطقة زابوريزهيا إلى روسيا                                        | 16 سبتمبر 2022     | قُتلت بالقرب من مرآبها في بيرديانسك                                                                             |
| بافلو إيشوك             | رئيس تحرير سابق لإحدى الصحف المحلية، تم تعيينه نائبًا لرئيس إدارة بيرديانسك فيما يتعلق بالسياسة الخارجية والاتصال الجماهيري | 1 نوفمبر 2022      | أصيب نتيجة انفجار عبوة ناسفة محشوة بكرات معدنية ومسامير زرعت في سيارته.                                        |
| ديمتري تروخين           | عضو سابق في مجلس المدينة ومدير الأملاك المشتركة                                                                            | 15 نوفمبر 2022     | أصيب في انفجار داخل شقته في خيرسون                                                                             |
| أليكسي كيهيجين (†)      | "مسؤول في جمهورية لوغانسك الشعبية" منذ عام 2014، تم تعيينه رئيسًا لإدارة بيرديانسك                                          | 13 و 16 يناير 2023 | أصيب في انفجار سيارة مفخخة، وتوفي جراء سلسلة من القصف                                                          |
| فالنتينا ماماي (†)      | عضوة مجلس المدينة قبل الحرب، سيدة أعمال وتشغل مناصب إدارية منخفضة المستوى                                                  | 24 يناير 2023      | توفي في تفجير سيارة مفخخة                                                                                      |
| يفجيني كوزمين (†)       | عضو في هيئة إنفاذ القانون في إينرهودار                                                                                     | 3 فبراير 2023      | توفي في تفجير سيارة مفخخة                                                                                      |

#### منطقة خاركيف
| الاسم              | الدور                                  | التاريخ       | الحدث                                          |
| ------------------ | -------------------------------------- | ------------- | ---------------------------------------------- |
| يفغيني يوناكوف (†) | رئيس قرية فيليكي بورلوك الموالي لروسيا | 10 يوليو 2022 | توفي نتيجة انفجار سيارة بالقرب من مبنى الإدارة |

#### منطقة لوهانسك
| الاسم                 | الدور | التاريخ        | الحدث                                                                                                |
| --------------------- | --- | -------------- | --- |
| فولوديمير شتروك (†)   | رئيس "كرمينايا" الذي انشق وانضم إلى الجيش الروسي هو نائب سابق في الحزب الموالي لروسيا                                      | 2 مارس 2022    | تم اختطافه وإطلاق النار عليه في الرأس                                                                |
| بافيل شاروغرادسكي (†) | شخصية عامة محلية من نوفوآيدار، نقلت معلومات إلى الجيش الروسي عن نشطاء وقدامى المحاربين في منظمة مكافحة الإرهاب             | 19 أبريل 2022  | مختطف والعثور على جثة عليها آثار طلق ناري                                                            |
| سيرجي جورينكو (†)     | المدعي العام لجمهورية لوغانسك الشعبية، والرئيس السابق لقسم المديرية العامة لوزارة الداخلية في منطقة لوغانسك (حتى عام 2014) | 16 سبتمبر 2022 | قُتل نتيجة انفجار في مكتبه بمبنى مكتب المدعي العام (توفيت معه نائبة المدعي العام إيكاترينا ستيجلينكو) |

#### منطقة دونيتسك
| الاسم                 | الدور | التاريخ       | الحدث                                                              |
| --------------------- | --- | ------------- | ------------------------------------------------------------------ |
| أولغا كاتشورا (†)     | عقيد في ميليشيا جمهورية دونيتسك الشعبية ونائب قائد فرقة المدفعية الصاروخية الثالثة في فوج المدفعية الأول | 3 أغسطس 2022  | توفيت نتيجة قصف صاروخي على سيارتها                                 |
| أناتولي بريهونيتس (†) | رئيس بلدية سفيتلودارسك الذي انضم إلى جانب الجيش الروسي. في عام 2014، أيد إجراء استفتاء في المدينة في 11 مايو وصوت لصالح إنشاء جمهورية دونيتسك الشعبية، والتي حوكم بسببها في فبراير 2020. أولاً، تم إرساله تحت الإقامة الجبرية، ثم إلى مركز احتجاز قبل المحاكمة، لكن تم إطلاق سراحه بكفالة | 18 أغسطس 2022 | توفي نتيجة قصف صاروخي                                              |
| كونستانتين إيفاتشينكو | رئيس إدارة احتلال ماريوبول، نائب سابق عن الحزب الموالي لروسيا | 20 أغسطس 2022 | انفجرت قنبلة محلية الصنع عند مدخل حديقة الحيوانات التي كان سيزورها |
| ألكسندر نيكولين       | قاضي المحكمة العليا لجمهورية دونيتسك الشعبية | 4 نوفمبر 2022 | مصاب بعد إطلاق النار عليه                                          |